# (1275) Cimbria
(1275) Cimbria est un astéroïde de la ceinture principale découvert le 30 novembre 1932 par l'astronome allemand Karl Wilhelm Reinmuth. Le lieu de découverte est Heidelberg (024). Sa désignation provisoire était 1932 WG. Sa distance minimale d'intersection de l'orbite terrestre est de 1,230380 ua.
Son nom est donné en référence aux Cimbres.